# Fōtīs Zoumpos
Fōtīs Zoumpos (in greco Φώτης Ζούμπος?; Atene, 4 aprile 1993) è un cestista greco.

## Palmarès
- Campionato greco: 1

Panathinaikos: 2010-11
- Coppa di Grecia: 1

Panathinaikos:	2011-12
- Eurolega: 1

Panathinaikos: 2010-11